# 锺燕群
锺燕群（1955年1月—），浙江舟山人，中华人民共和国政治人物，中国共产党党员，1974年12月参加工作。上海建筑材料工业专科学校（现并入同济大学）机械专业毕业，上海大学管理工程专业在职研究生学历。

## 生平
历任上海吴淞水泥厂党委书记，共青团上海市委副书记。
1993年3月，共青团上海市第10次代表大会召开，当选团市委书记。
1996年，任上海市委统战部副部长。
1999年12月，任青浦区撤县建区后首任区委书记。2000年1月，当选区政协主席。
2003年7月，任上海市政府副秘书长、市合作交流工作党委书记、市政府合作交流办公室主任。
2004年6月，升任上海世博会执委会专职副主任（副部级）、上海世博会事务协调局副局长、党委书记。
2011年1月，当选上海市人大常委会副主任，兼市总工会主席。2013年2月，不再担任市总工会主席。
2018年7月，退休。